# Laurent Depoitre
Laurent Depoitre (Doornik, 7 december 1988) is een Belgische voetballer die doorgaans als aanvaller speelt, meestal als spits. Depoitre debuteerde in 2015 in het Belgisch voetbalelftal.

## Carrière

### Jeugd
Laurent Depoitre werd geboren in Doornik en sloot zich op jonge leeftijd aan bij het bescheiden AS Montkainoise. Daar werd hij als dertienjarige ontdekt door Excelsior Moeskroen. Hij voetbalde twee jaar in de jeugdreeksen van de Henegouwse eersteklasser, maar keerde dan terug naar Doornik. Daar belandde hij bij RFC Tournai. Op zeventienjarige leeftijd maakte hij zijn debuut in het eerste elftal van de derdeklasser.

### RRC Péruwelz
De struise, kopbalsterke spits maakte nadien de overstap naar reeksgenoot RRC Péruwelz. Hij speelde en scoorde er regelmatig. In 2009 wist de club zich net niet te plaatsen voor de eindronde in zijn reeks. De sportieve prestaties van Péruwelz werden toen echter overschaduwd door financiële moeilijkheden. Een groot aantal spelers mocht na het seizoen 2008/09 vertrekken.

### Eendracht Aalst
Eendracht Aalst profiteerde van de situatie bij Péruwelz en trok in de zomer van 2009 niet alleen Depoitre, maar ook Damien Gallucci en Olivier De Castro van Péruwelz aan. Depoitre vormde bij Aalst al snel een spitsenduo met Wouter Moreels, en werd na zijn eerste seizoen verkozen tot beste speler van Eendracht Aalst. In 2011 werd de club kampioen in Derde Klasse A. In het seizoen 2011/12 stond Depoitre in de belangstelling van onder meer KAA Gent, Lierse SK, Oud-Heverlee Leuven, Beerschot AC, N.E.C., Heerenveen, Willem II en Roda JC.

### KV Oostende
In 2012 verhuisde Depoitre, samen met Niels De Schutter en Wouter Moreels, naar toenmalig tweedeklasser KV Oostende. In 2012/13 bereikten de kustjongens verrassend de kwartfinale van de Beker van België. Oostende schakelde o.m. eersteklassers Oud-Heverlee Leuven en Waasland-Beveren uit. Door zijn goede prestaties trok Depoitre de aandacht van Cercle Brugge, SV Zulte Waregem en het Zuid-Koreaanse Daejeon Citizen. Op zeven april 2013 veroverde hij met Oostende de titel in de Tweede Klasse.
In januari 2013 raakte bekend dat hij vanaf het seizoen 2013/14 zou uitkomen voor Zulte Waregem. Achteraf bleek dat zijn transfer deel uitmaakte van een aandelentransactie tussen Yves Lejaeghere, de toenmalige voorzitter van Oostende, en Patrick Decuyper, toenmalig algemeen directeur van Zulte Waregem. Omdat de transactie in extremis niet doorging, werd ook de transfer van Depoitre afgeblazen.

### KAA Gent

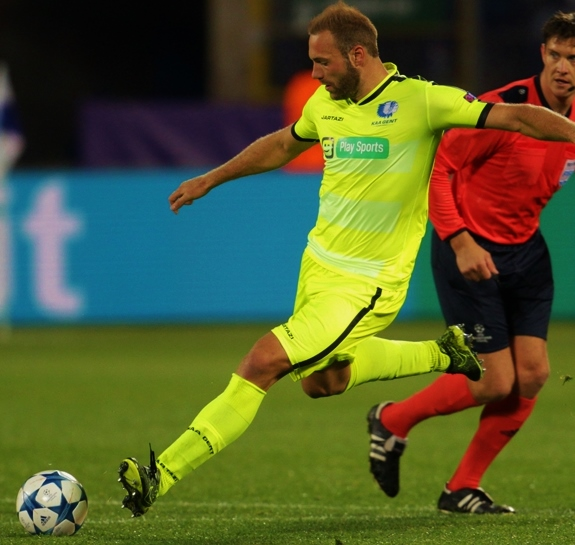
Depoitre als speler van KAA Gent in de Champions League campagne van 2015/16

Nadat Depoitre had besloten om zijn contract bij de kustploeg niet te verlengen, raakte op 26 maart 2014 bekend dat hij vanaf het seizoen 2014-2015 voor KAA Gent zou spelen. Hij debuteerde voor de Gentenaars in de wedstrijd tegen Cercle Brugge, hij viel in na 81 minuten voor David Pollet. De wedstrijd eindigde in een zoutloze 0-0. De twee wedstrijden daarop begon Depoitre in de basis tegen KV Mechelen (thuismatch, 3-1 winst) en tegen Standard Luik (uitmatch, 0-1 winst). Depoitre scoorde 2 maal tegen Mechelen en 1 maal tegen Standard waardoor hij zijn nieuwe ploeg dus meteen 6 punten schonk.
Depoitre startte zo goed als in alle wedstrijden die volgden voor Gent. Enkel tegen UR Namen in de 1/16 finales van de beker van België (1-3 winst) en tegen Charleroi (2-2) startte Depoitre niet. Op 7 februari scoorde Depoitre zijn 11e en 12e goal van het seizoen, wat hem toen mede topschutter maakte van de Jupiler Pro League.
Depoitre was een van de steunpilaren in het seizoen 2014-2015. Met 13 doelpunten en 9 assists had hij een groot aandeel in het eerste kampioenschap van KAA Gent. Op het einde van dat seizoen won hij ook de Jean-Claude Bouvy-Trofee, de trofee voor de door de supporters verkozen meest verdienstelijke speler van het seizoen. Op 16 juli 2015 bezorgde hij Gent de Supercup door het enige doelpunt te scoren in de wedstrijd tegen Club Brugge. Depoitre speelde voor KAA Gent in twee seizoenen 31 doelpunten in 90 wedstrijden.

### FC Porto
Op 8 augustus 2016 werd bekendgemaakt dat Depoitre een contract voor vier jaar had getekend bij de Portugese voetbalclub FC Porto. FC Porto betaalde een slordige € 6.000.000,-.
Enkele dagen later, op 12 augustus, maakt hij er zijn debuut met een invalbeurt tijdens de wedstrijd Rio Ave FC-Porto (eindstand 1-3). Zijn eerste competitiedoelpunt voor Porto scoorde hij op 19 december van dat jaar in de thuiswedstrijd tegen GD Chaves (eindstand 2-1). Hij werd uitgeroepen tot man van de match. Uiteindelijk behoorde Depoitre nooit tot het type elftal. Eind september speelde hij een zwakke wedstrijd tegen Tondela waar hij mocht beginnen als titularis. Het werd 0-0, echt geen goede wedstrijd. Heel de ploeg acteerde pover, Depoitre zat slecht in de wedstrijd. Nadien speelde hij bijna nooit meer in het Portugese kampioenschap waar hij geregeld vertoefde tussen bank en tribune. In januari 2017 kocht Porto de Braziliaanse spits, Tiquinho Soares die het zeer goed deed waardoor Depoitre nog nauwelijks in beeld kwam. Hij kwam niet verder dan zeven competitiewedstrijden in Portugese loondienst, waarin hij goed was voor één doelpunt en één assist.

### Huddersfield
Na één seizoen bij Porto vertrok Depoitre naar het Engelse Huddersfield Town, dat net naar de Premier League gepromoveerd was. Voor Huddersfield Town gaat het wel om de duurste inkomende transfer in de clubgeschiedenis. Zijn eerste doelpunt maakte hij er op 16 september 2017 in een competitiewedstrijd tegen Leicester.
Op 9 mei 2018 scoorde hij op Stamford Bridge voor Huddersfield in de wedstrijd Chelsea—Huddersfield, die eindigde op 1-1, waarmee hij voor zijn club het behoud in de Premier League voor het komende seizoen veilig stelde. Hij maakte dat seizoen zes doelpunten in 33 competitiewedstrijden.
Zijn tweede seizoen bij Huddersfield kwam hij in 23 competitiewedstrijden in actie maar kwam hij niet meer tot scoren.

### Opnieuw bij KAA Gent
Na zijn tweede seizoen bij Huddersfield was Depoitre einde contract. De spits tekende daarop een contract voor drie seizoenen bij KAA Gent, de club waarmee hij enkele seizoenen eerder de Belgische landstitel had behaald.
In een kritisch interview in 2023 had algemeen manager Michel Louwagie op de plichten van Depoitre gewezen en hem gevraagd om wakker te worden. Ongelukkig met de kritiek antwoordde Depoitre hierop dat zijn invallersrol hem daartoe beperkte. De volgende match tegen KRC Genk wist Depoitre terug te scoren. In 2022 verlengde hij zijn contract tot 2024. Na het aflopen van dat contract werd dit niet verlengd en kwam hij zonder club te zitten.

## Clubstatistieken
| Seizoen | Club              | Competitie     | Competitie | Competitie | Beker | Beker | Europees | Europees | Totaal | Totaal |
| Seizoen | Club              | Competitie     | Wed.       | Dlp.       | Wed.  | Dlp.  | Wed.     | Dlp.     | Wed.   | Dlp.   |
| ------- | ----------------- | -------------- | ---------- | ---------- | ----- | ----- | -------- | -------- | ------ | ------ |
| 2007/08 | RRC Péruwelz      | Derde Klasse A | 13         | 5          | 0     | 0     | —        | —        | 13     | 5      |
| 2008/09 | RRC Péruwelz      | Derde Klasse A | 30         | 11         | 2     | 1     | —        | —        | 32     | 12     |
| 2009/10 | Eendracht Aalst   | Derde Klasse A | 25         | 9          | 1     | 0     | —        | —        | 26     | 9      |
| 2010/11 | Eendracht Aalst   | Derde Klasse A | 14         | 8          | 1     | 0     | —        | —        | 15     | 8      |
| 2011/12 | Eendracht Aalst   | Tweede Klasse  | 33         | 8          | 0     | 0     | —        | —        | 33     | 8      |
| 2012/13 | KV Oostende       | Tweede Klasse  | 34         | 14         | 4     | 1     | —        | —        | 38     | 15     |
| 2013/14 | KV Oostende       | Eerste klasse  | 31         | 7          | 6     | 3     | —        | —        | 37     | 10     |
| 2014/15 | KAA Gent          | Eerste klasse  | 35         | 13         | 5     | 1     | —        | —        | 40     | 14     |
| 2015/16 | KAA Gent          | Eerste klasse  | 35         | 14         | 4     | 0     | 7        | 1        | 47     | 16     |
| 2016/17 | KAA Gent          | Eerste klasse  | 2          | 0          | 0     | 0     | 1        | 1        | 3      | 1      |
| 2016/17 | FC Porto          | Primeira Liga  | 7          | 1          | 3     | 1     | 2        | 1        | 12     | 3      |
| 2017/18 | Huddersfield Town | Premier League | 33         | 6          | 2     | 0     | —        | —        | 35     | 6      |
| 2018/19 | Huddersfield Town | Premier League | 23         | 0          | 2     | 0     | —        | —        | 25     | 0      |
| 2019/20 | KAA Gent          | Eerste klasse  | 22         | 8          | 1     | 0     | 12       | 7        | 35     | 15     |
| 2020/21 | KAA Gent          | Eerste klasse  | 23         | 2          | 1     | 0     | 4        | 0        | 28     | 2      |
| 2021/22 | KAA Gent          | Eerste klasse  | 25         | 10         | 4     | 1     | 13       | 1        | 42     | 12     |
| 2022/23 | KAA Gent          | Eerste klasse  | 28         | 5          | 3     | 1     | 13       | 1        | 44     | 7      |
| 2023/24 | KAA Gent          | Eerste klasse  | 12         | 3          | 0     | 0     | 2        | 0        | 14     | 3      |
| Totaal  | Totaal            | Totaal         | 425        | 124        | 39    | 9     | 54       | 12       | 519    | 146    |

## Interlandcarrière
Op 10 oktober 2015 werd Depoitre door bondscoach Marc Wilmots geselecteerd voor de EK-kwalificatiewedstrijden tegen Andorra en Israël. Bij zijn debuut tegen Andorra maakte hij ook zijn eerste goal voor de Rode Duivels. Hij scoorde het vierde doelpunt in de 1–4-overwinning. Depoitre is de 72ste Duivel die scoorde bij zijn debuut.
| Interlands van Laurent Depoitre | Interlands van Laurent Depoitre | Interlands van Laurent Depoitre | Interlands van Laurent Depoitre | Interlands van Laurent Depoitre | Interlands van Laurent Depoitre |
| №                               | Datum                           | Wedstrijd                       | Uitslag                         | Soort wedstrijd                 | Doelpunten                      |
| Als speler bij AA Gent          | Als speler bij AA Gent          | Als speler bij AA Gent          | Als speler bij AA Gent          | Als speler bij AA Gent          | Als speler bij AA Gent          |
| ------------------------------- | ------------------------------- | ------------------------------- | ------------------------------- | ------------------------------- | ------------------------------- |
| 1.                              | 10 oktober 2015                 | Andorra – België                | 1 – 4                           | Kwalificatie EK 2016            | 64'                             |
| Totaal                          | Totaal                          | Totaal                          | Totaal                          | Totaal                          | 1                               |

Bijgewerkt t/m 16 november 2019

## Erelijst
| Competitie           |             |             |             |             |
| Competitie           | Aantal      | Jaren       |             |             |
| RFC Tournai          | RFC Tournai | RFC Tournai | RFC Tournai | RFC Tournai |
| -------------------- | ----------- | ----------- | ----------- | ----------- |
| Titel Vierde Klasse  | 1x          | 2005        |             |             |
| RRC Péruwelz         |             |             |             |             |
| Titel Derde Klasse   | 1x          | 2007        |             |             |
| Eendracht Aalst      |             |             |             |             |
| Titel Derde Klasse   | 1x          | 2011        |             |             |
| KV Oostende          |             |             |             |             |
| Titel Tweede Klasse  | 1x          | 2013        |             |             |
| KAA Gent             |             |             |             |             |
| Landskampioen België | 1x          | 2015        |             |             |
| Belgische Supercup   | 1x          | 2015        |             |             |
| Beker van België     | 1x          | 2022        |             |             |

## Privéleven
Depoitre behaalde het diploma van burgerlijk ingenieur aan de ULB.